# Onthophagus dubitabilis
Onthophagus dubitabilis là một loài bọ cánh cứng trong họ Bọ hung (Scarabaeidae).